# Sheng Shan
Sheng Shan (kinesiska: 嵊山) är en ö i Kina. Den ligger i provinsen Zhejiang, i den östra delen av landet, omkring 260 kilometer öster om provinshuvudstaden Hangzhou. Arean är 5,2 kvadratkilometer. Den sträcker sig 3,8 kilometer i nord-sydlig riktning, och 3,3 kilometer i öst-västlig riktning.